# Leandro Ferreira
Leandro Ferreira este un oraș în Minas Gerais (MG), Brazilia.